# 市道172號
市道172號（布袋－澐水，嘉義縣境內稱縣道172號），是位於中華民國臺灣省嘉義縣、中華民國臺南市兩縣市之間的東西向市（縣）道，也是臺灣唯一起終點在同一縣，且中間跨越直轄市的縣市道。西起嘉義縣布袋鎮布袋市區，東至嘉義縣中埔鄉澐水之台3線，全長共計55.986公里。

## 支線

### 甲線
市道172甲線（後壁－白河），為市道172號其中一條市道公路支線，全線與市道172號主線無相交。西起臺南市後壁區之台1線（後壁車站前），東至臺南市白河區之市道165號，全長共計5.238公里。

### 乙線
市道172乙線（仙草埔－坪頂），為市道172號其中一條市道公路支線。西起臺南市白河區仙草埔之市道172號，東至臺南市白河區坪頂之市道175號，全長共計7.601公里。

## 公路概述
主線
縣道172號以位於嘉義縣布袋鎮、鄰近布袋港之福德路為起點，自起點開始先朝東南向再朝東向通過布袋市區後與台17線交會共線，約700公尺後在台61線布袋二交流道聯絡道附近與台17線分離，直至進入大寮與縣道161號交會後轉往東南向，行進約1.4公里後透過義布橋穿越溪墘大排進入義竹鄉，並在安溪寮義竹工業區與嘉25線、嘉27線起點交會，行進約1.8公里後於北勢崛附近轉往南南東向。在進入義竹市區後先與嘉26線終點交會，再與台19線、縣道163號交會後與台19線共線，之後透過厚生橋穿越八掌溪暫時從嘉義縣離境來到臺南市鹽水區。
此公路進入臺南市後，由於位處直轄市因此改稱市道172號。路線越過八掌溪進入鹽水區後仍與台19線共線，沿著鹽水市區西側朝南南東行進，並在市區南側與台19線併出與台19甲線起點交會共線，持續共線約700公尺與其併出並進入新營區，途經新營工業區、新營綜合轉運站與茄苳腳後於新營市區西側設置苜蓿葉型交流道新營交流道，以此銜接中山高速公路。此公路進入新營市區後左轉接市區外環道路（長榮路），並沿著市區西界與北界並行，再藉由長榮陸橋穿越臺灣鐵路縱貫線南段後於市區東北角與台1線交會共線，左轉之後路線轉行東北向，通過臺灣高速鐵路高架橋進入後壁區後於安溪寮西側與台1線分離，此時路線轉至東北東方向行進。
此公路以東北東方向途經烏樹林糖廠與台灣蘭花生物科技園區後，透過烏樹林橋穿越嘉南大圳北幹線進入白河區，並在白河市區西界與市道165號交會共線，沿著市區南界並行約600公尺後與市道165號併出，再沿著南界並行並穿越白水溪離開市區，沿著白水溪南岸並行後於糞箕湖東北側設置基本鑽石型交流道白河交流道，以此銜接福爾摩沙高速公路。在通過木屐寮後在白河水庫南側與南98線交會，行進不久路線轉往南行，在進入仙草埔與市道172乙線起點交會之前路線再次轉往東行，接著持續沿著白水溪南岸並行，並在關子嶺與市道175號起點交會，行進約1.6公里後於三重溪越過白水溪後再次來到嘉義縣。
此公路再次進入嘉義縣後名稱改稱縣道172號。進入中埔鄉後，路線多呈曲折多彎且設置多個回頭彎，在越過八掌溪支流頭前溪後路線轉往北行，直至在澐水與台3線交會後即為此公路之終點。
截至2020年底，市道172號總長55.986公里，路基總面積635,941平方公尺，其路面均以瀝青鋪設。全線共設置26座橋梁（總長417.9公尺）以及1座隧道（麒麟隧道，總長50公尺），另設置1,189面標誌、273組交通號誌，以及1,096桿照明裝置。
甲線
市道172甲線以臺南市後壁區台1線之後壁車站前為起點，此時路名為忠孝路，自起點開始筆直朝東行進，通過南81線起點後從後壁市區離境，行進約1.8公里後透過和平橋越過嘉南大圳北幹線進入白河區，此時路名變為三民路，途經竹圍子之南92線起點後在白河市區西界與市道165號交會，即為此公路之終點。
截至2020年底，市道172甲線總長5.238公里，路基總面積78,293平方公尺，其路面均以瀝青鋪設。全線共設置2座橋梁（總長20.1公尺），另設置27面標誌、14組交通號誌，以及146桿照明裝置。
乙線
市道172乙線以臺南市白河區仙草埔境內之市道172號為起點，自起點開始先朝南行進，約300公尺後通過倒S型回頭彎，再通過岩前白河大仙寺之南96線終點後轉往東向，行進約1公里並通過多個回頭彎後轉往南行，經過火山碧雲寺後不久路線再次轉往東向，且在通過水火同源後轉往東北向，直到在坪頂與市道175號交會後即為此公路之終點。
截至2020年底，市道172乙線總長7.601公里，路基總面積54,058平方公尺，其路面均以瀝青鋪設。全線無設置橋梁與隧道，另設置180面標誌、5組交通號誌，以及60桿照明裝置。

## 歷史沿革
主線
臺灣公路編號制度之形成可追溯至1960年所施行之《公路法》，以及1963年所制訂之《臺灣省各級公路及橋涵編號辦法》。在《公路法》中規定公路分為國道、省道、縣道及鄉道；而在《臺灣省各級公路及橋涵編號辦法》中規定南北向為單號、東西向為雙號，且重要縣鄉道公路編號自「101」起不冠代字。
1961年，臺灣省公路局（今交通部公路總局）進行首次公路普查，將嘉義縣布袋鎮武聖殿至臺南縣白河鎮（今臺南市白河區）關子嶺路段納編為縣道172號，路線名稱為「布袋－關子嶺」，全長共計41.096公里，其中嘉義縣境內10.905公里、臺南縣境內30.191公里。1977年公告將原嘉南148-1線併入縣道172號，因此終點延伸至嘉義縣中埔鄉澐水之台3線，而1k+011至1k+978路段則併入濱海省道（台17線），故調整後總里程修正為58.787公里，隔年由於新營鎮（今新營區）安溪寮路段改經台1線，故總里程縮短為56.892公里。1986年、1999年與2001年僅調整總里程（分別為56.222公里、57.000公里與56.706公里）而無重大路線變革。2004年將縣道172號33k+380至35k+630路段改經國道三號白河交流道聯絡道，因此總里程減少133公尺。
2013年中華民國交通部公告將原臺南市與臺南縣境內的縣道與鄉道廢止，並且改編為市道與區道，當中縣道172號臺南市境內路段依公告廢止改編為市道172號，而嘉義縣境內路段仍維持原編號。
甲線
1961年，臺灣省公路局（今交通部公路總局）進行首次公路普查，將臺南縣鹽水鎮（今臺南市鹽水區）之縣道172號至臺南縣白河鎮（今臺南市白河區）之縣道165號間路段納編為鄉道172甲線，路線名稱為「鹽水－白河」，全長共計19.507公里。1977年公告將起點縮減至臺南縣後壁鄉（今臺南市後壁區）之台1線，因此總里程減少至5.806公里，路線名稱修正為「後壁－白河」。1986年調整總里程為5.873公里。2001年中華民國交通部公告將鄉道172甲線升編為縣道172甲線，總里程調整為5.315公里，同年底調整總里程為5.294公里。
2013年中華民國交通部公告將原臺南市與臺南縣境內的縣道與鄉道廢止，並且改編為市道與區道，當中縣道172甲線依公告廢止改編為市道172甲線，總里程為5.238公里。
乙線
2008年10月，為改善關子嶺風景區交通，整編南96線，升級為縣道172乙線。2013年中華民國交通部公告將原臺南市與臺南縣境內的縣道與鄉道廢止，並且改編為市道與區道，當中縣道172乙線依公告廢止改編為市道172乙線，總里程為7.601公里。

## 行經行政區域
主線
| 縣市   | 鄉鎮 市區 | 地點       | 里程 （km） | 交會道路                 | 備註                                                          |
| ------ | --------- | ---------- | ----------- | ------------------------ | ------------------------------------------------------------- |
| 嘉義縣 | 布袋鎮    | 布袋市區   | 0.000       |                          | 公路起點                                                      |
| 嘉義縣 | 布袋鎮    | 布袋市區   | 1.300       | 台17線                   | 與台17線共線起點                                              |
| 嘉義縣 | 布袋鎮    | 布袋連絡道 | 1.800       |                          | 通往台61線布袋二交流道                                        |
| 嘉義縣 | 布袋鎮    | 半路店     | 2.010       | 台17線                   | 與台17線共線終點                                              |
| 嘉義縣 | 布袋鎮    | 大寮       | 2.920       | 嘉19線                   | 嘉19線終點                                                    |
| 嘉義縣 | 布袋鎮    | 大寮       | 3.180       | 縣道161號                |                                                               |
| 嘉義縣 | 布袋鎮    | 大寮       | 3.800       | 嘉22-1線                 | 嘉22-1線終點                                                  |
| 嘉義縣 | 義竹鄉    | 安溪寮     | 7.080       | 嘉25線                   |                                                               |
| 嘉義縣 | 義竹鄉    | 安溪寮     | 7.570       | 嘉27線                   | 嘉27線起點                                                    |
| 嘉義縣 | 義竹鄉    | 義竹市區   | 10.060      | 嘉26線                   | 嘉26線終點                                                    |
| 嘉義縣 | 義竹鄉    | 義竹市區   | 10.880      | 台19線／縣道163號        | 與台19線共線起點                                              |
| 嘉義縣 | 義竹鄉    | 厚生橋     | 11.940      |                          | 嘉義縣／臺南市界                                              |
| 臺南市 | 鹽水區    | 厚生橋     | 11.940      |                          | 嘉義縣／臺南市界                                              |
| 臺南市 | 鹽水區    | 鹽水市區   | 14.570      | 台19線／台19甲線／南74線 | 與台19線共線終點；與台19甲線共線起點 台19甲線起點；南74線起點 |
| 臺南市 | 鹽水區    | 鹽水市區   | 15.240      | 台19甲線                 | 與台19甲線共線終點                                            |
| 臺南市 | 新營區    | 茄苳腳     | 16.750      | 南71線                   | 南71線起點                                                    |
| 臺南市 | 新營區    | 新營交流道 | 17.360      | 國道一號                 |                                                               |
| 臺南市 | 新營區    | 新營市區   | 17.660      | 南311線                  | 南311線起點                                                   |
| 臺南市 | 新營區    | 新營市區   | 20.590      | 南85線                   | 南85線終點                                                    |
| 臺南市 | 新營區    | 新營市區   | 22.370      | 台1線                    | 與台1線共線起點                                               |
| 臺南市 | 新營區    |            | 23.110      | 南76線                   |                                                               |
| 臺南市 | 後壁區    | 安溪寮     | 24.140      | 台1線／南74線            | 與台1線共線終點；南74線終點                                   |
| 臺南市 | 後壁區    | 安溪寮     | 25.050      | 南76線                   | 南76線終點                                                    |
| 臺南市 | 後壁區    | 安溪寮     | 25.500      | 南81線                   |                                                               |
| 臺南市 | 白河區    | 白河市區   | 31.160      | 市道165號                | 與市道165號共線起點                                           |
| 臺南市 | 白河區    | 白河市區   | 31.760      | 市道165號                | 與市道165號共線終點                                           |
| 臺南市 | 白河區    | 白河市區   | 32.200      | 南101線                  | 南101線起點                                                   |
| 臺南市 | 白河區    | 白河交流道 | 34.680      | 國道三號                 |                                                               |
| 臺南市 | 白河區    | 木屐寮     | 37.250      | 南93線                   | 南93線終點                                                    |
| 臺南市 | 白河區    | 仙草埔     | 37.850      | 南98線                   | 南98線起點                                                    |
| 臺南市 | 白河區    | 仙草埔     | 38.980      | 市道172乙線              | 市道172乙線起點                                               |
| 臺南市 | 白河區    | 關子嶺     | 42.380      | 市道175號                | 市道175號起點                                                 |
| 臺南市 | 白河區    | 三重溪     | 43.960      |                          | 臺南市／嘉義縣界                                              |
| 嘉義縣 | 中埔鄉    | 三重溪     | 43.960      |                          | 臺南市／嘉義縣界                                              |
| 嘉義縣 | 中埔鄉    | 澐水       | 55.986      | 台3線                    | 公路終點                                                      |
| 共線   |           |            |             |                          |                                                               |

甲線
全線均位於臺南市境內。
| 後壁區 | 後壁市區 | 0.000 | 台1線        | 公路起點 |  |
| 後壁區 | 後壁市區 | －    | 南90線       | 起點     |  |
| 後壁區 | 後壁市區 | 0.570 | 南81線       | 起點     |  |
| －     |          |       |              |          |  |
| 白河區 | 竹圍子   | 3.440 | 南92線       | 起點     |  |
| 白河區 | 頂秀祐   | －    | （地區道路） |          |  |
| 白河區 | 白河市區 | 5.238 | 市道165號    | 公路終點 |  |
|        |          |       |              |          |  |

乙線
全線均位於臺南市境內。
| 鄉鎮 市區 | 地點   | 里程 （km） | 交會道路  | 備註     |  |
| --------- | ------ | ----------- | --------- | -------- |  |
| 白河區    | 仙草埔 | 0.000       | 市道172號 | 公路起點 |  |
| 白河區    | 岩前   | 0.830       | 南96線    | 終點     |  |
| 白河區    | 坪頂   | 7.601       | 市道175號 | 公路終點 |  |
|           |        |             |           |          |  |